# Susan Zimmermann
Susan Carin Zimmermann (geboren 24. Oktober 1960 in Tübingen) ist eine deutsch-österreichische Historikerin.

## Leben
Susan Zimmermann studierte Geschichte an der Universität Erlangen und der Universität Wien. Sie legte 1986 eine Magisterprüfung ab und wurde 1993 in Wien promoviert. Zimmermann wurde 1995 Österreicherin. Sie habilitierte sich im Jahr 1999 an der Eötvös-Loránd-Universität und 2000 an der Universität Linz. Sie ist seit 2001 Professorin an der Central European University in Budapest.
Zimmermann erhielt im Jahr 2000 einen Käthe-Leichter-Anerkennungspreis für ihre Arbeit über die ungarische Frauenbewegung bis 1918. Sie war 2002/2003 Fellow am Wissenschaftskolleg zu Berlin.

## Schriften (Auswahl)
- Prächtige Armut: Fürsorge, Kinderschutz und Sozialreform in Budapest ; das „sozialpolitische Laboratorium“ der Doppelmonarchie im Vergleich zu Wien 1873–1914. Sigmaringen: Thorbecke, 1997
- Die bessere Hälfte? Frauenbewegungen und Frauenbestrebungen im Ungarn der Habsburgermonarchie 1848 bis 1918. Wien, Promedia, 1999 ISBN 3-85371-153-7
- Frauenbewegungen und Frauenbestrebungen im Königreich Ungarn, in: Adam Wandruszka [Hrsg.]: Die Habsburgermonarchie 1848–1918. 8. Politische Öffentlichkeit und Zivilgesellschaft. Teilbd. 1. Vereine, Parteien und Interessenverbände als Träger der politischen Partizipation. Verl. der Österr. Akad. der Wiss., Wien 2006
- GrenzÜberschreitungen: internationale Netzwerke, Organisationen, Bewegungen und die Politik der globalen Ungleichheit vom 17. bis zum 21. Jahrhundert. Sammelband. Wien, Mandelbaum Verlag, 2010 ISBN 978-3-85476-306-2
- Divide, provide, and rule: an integrative history of poverty policy, social policy, and social reform in Hungary under the Habsburg monarchy. Budapest, CEU Press, Central European Univ. Press, 2011 ISBN 978-615-5053-19-1
- Eileen Boris, Dorothea Hoehtker, Susan Zimmermann: Women’s ILO. Transnational Networks, Global Labour Standards and Gender Equity, 1919 to Present. Leiden: Brill 2018
- Zwischen vielen Stühlen Gewerkschafterinnen und internationale Politik in der Zeit zwischen den Weltkriegen. Berlin, De Gruyter Oldenbourg, 2020
- Immer mittendrin: Gewerkschafterinnen und linke Aktivistinnen zwischen Arbeiterbewegung und Frauenbewegung. Berlin, De Gruyter Oldenbourg, 2021 ISBN 978-3-11-067911-3
- Frauenpolitik und Männergewerkschaft, Internationale Geschlechterpolitik, IGB-Gewerkschafterinnen und die Arbeiter- und Frauenbewegungen der Zwischenkriegszeit. Wien, Löcker, 2021 ISBN 978-3-99098-026-2